# Francos Rodríguez (metropolitana di Madrid)
Francos Rodríguez è una stazione della linea 7 della metropolitana di Madrid, situata sotto l'Avenida de Pablo Iglesias, tra i distretti di Moncloa-Aravaca e Tetuán.

## Storia
La stazione è stata inaugurata il 12 febbraio 1999 con il prolungamento della linea dalla stazione di Islas Filipinas a quella di Valdezarza.

## Accessi
Vestibolo Francos Rodríguez
- Moguer Calle Moguer, 1
- Alejandro Rodríguez Calle de Alejandro Rodríguez, 37
- Pablo Iglesias, dispari - Francos Rodríguez Avenida de Pablo Iglesias, 91
- Pablo Iglesias, pari - Francos Rodríguez Avenida de Pablo Iglesias, 94
- Ascensore Avenida de Pablo Iglesias, 92